# 佐野宗綱
佐野宗綱（日语：／ Sano Munetsuna，1560年—1585年1月31日）是日本戰國時代武將、佐野氏第16代當家、佐野昌綱的嫡子。

## 生涯
1560年，出生於下野國戰國大名佐野家。
1574年父親昌綱過世後，佐野氏遭受上杉謙信數次進攻，但宗綱憑藉謀略與地形優勢守衛唐澤山城，屢次擊退上杉軍。此外亦推行新政，向下屬發放鐵炮，促成關東地區的槍炮普及化。外交上，他與中央政權聯絡，並短暫與後北條氏結盟；但很快地反目成仇，並聯合常陸國佐竹氏與後北條氏作戰。
1576年，在織田信長的推薦下擔任但馬守一職。
1584年，進犯後北條氏的小泉城，爆發「沼尻合戰」。
1585年元旦，在彥間與長尾顯長作戰時略佔優勢，因過度自信喪失戒心，中了敵方的誘敵之計單騎出陣，遭槍擊落馬，隨即被殺。